# Josef Tal

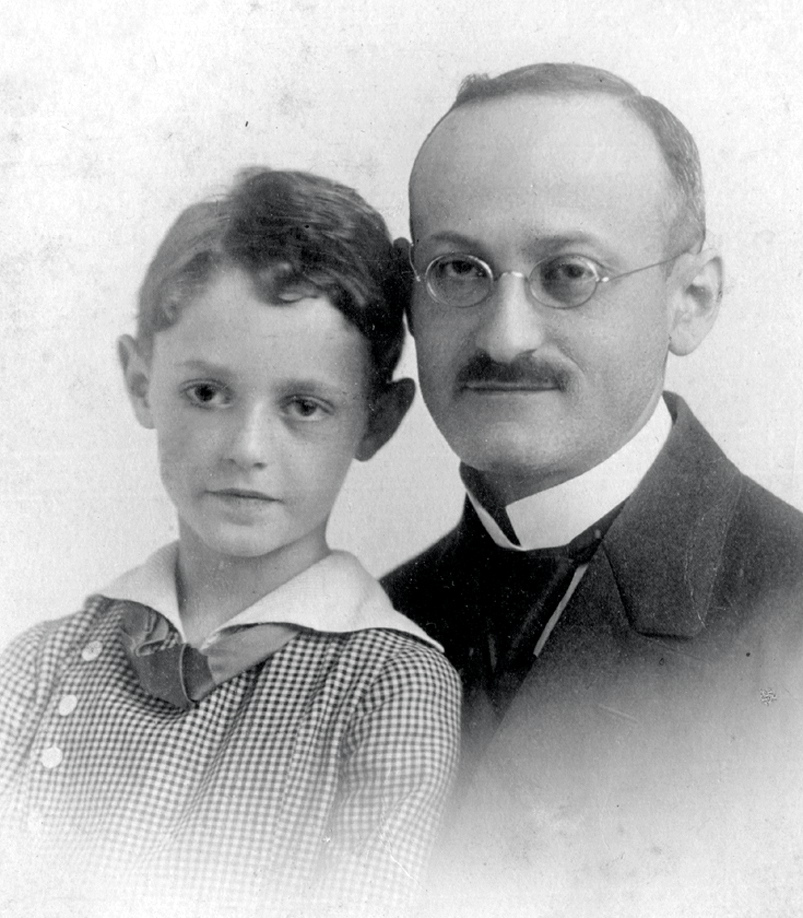
Josef Tal with his father Julius Grünthal (1917).

Josef Tal, nascido Joseph Grünthal (18 de Setembro de 1910 – 25 de Agosto de 2008) foi um compositor israelense.

## Biografia
Josef Tal é considerado um dos fundadores da música israelense. Ele nasceu em Pniewy, no Império Alemão (actualmente a cidade é parte do territorio da Polónia), e era filho do rabino Julius Grünthal e de sua esposa Ottilie. Logo após seu nascimento sua família (seus pais, e sua irmã mais velha Grete) mudaram-se para Berlim, onde a família geria um orfanato privado. O rabino Julius Grünthal foi docente no Instituto Superior de Estudos judaicos (Hochschule für die Wissenschaft des Judentums), que era especializado no estudo filológico das línguas antigas.

### Estudos
Tal foi admitido no Staatliche Akademische Hochschule für Musik em Berlim e estudou com Max Trapp (piano e composição), Heinz Tiessen (teoria musical), Max Saal (harpa), Curt Sachs (instrumentação), Fritz Flemming (oboé), Georg Schünemann (história da musica), Charlotte Pfeffer and Siegfried Borris (treino auditivo), Siegfried Ochs (canto coral), Leonid Kreutzer (metedologia de piano ) e Julius Prüwer (regência). Paul Hindemith - seu professor de composição e teoria musical – apresentou-o a Friedrich Trautwein que dirigia o estúdio de música eletrônica localizado na cave do edifício.
Tal completou seus estudos na academia em 1931, e casou-se com a dancarina Rosie Löwenthal um ano depois. Ele trabalho dando aulas de piano e fazendo acompanhamento musical para apresentações de dançarinos, cantores e filmes mudos.

### Palestina
Em 1934, a família emigrou para a Palestina com seu filho Re'uven. Tal trabalhou como fotografo em Haifa e Hadera por um curto período de tempo. Após o qual a família mudou-se para o kibbutz Beit Alpha, e posteriormente para o Kibbutz Gesher, onde Tal prentendia decidar seu tempo à música.